# Domagoj Boljat
Domagoj Boljat (Spalato, 25 gennaio 1991) è un calciatore croato, centrocampista del Sloga Mravince.